# Claus Offe
Claus Offe (ur. 16 marca 1940 w Berlinie) – niemiecki socjolog polityki o orientacji marksistowskiej.

## Życiorys
Offe studiował socjologię pod kierunkiem Jürgena Habermasa i jest zaliczany do drugiego pokolenia myślicieli tradycji szkoły frankfurckiej. Obecnie wykłada socjologię na prywatnym uniwersytecie w Berlinie, Hertie School of Governance.
W 1968 obronił pracę doktorską na Uniwersytecie im. J.W. Goethego we Frankfurcie nad Menem, a w 1973 uzyskał habilitację na Uniwersytecie w Konstancji.
W latach 1995–2005 pracował na stanowisku profesora nauk politycznych na Uniwersytecie im. Humboldta w Berlinie. W kwietniu 2005 r. przeszedł na emeryturę.
Jego zasadniczym wkładem w rozwój nauk społecznych jest ukazanie związków pomiędzy demokracją jako systemem politycznym a kapitalizmem jako ustrojem gospodarczym. Jego ostatnie prace poświęcone są przekształceniom państwowo-gospodarczym państw Europy Środkowo-Wschodniej.
W 2001 roku ożenił się z Ulrike Poppe.

## W języku polskim
- Nowe ruchy społeczne. Przekraczanie granic polityki instytucjonalnej, [w:] Jerzy Szczupaczyński (red.), Władza i społeczeństwo: Antologia tekstów z socjologii polityki, Warszawa 1995.
- Drogi transformacji. Doświadczenia wschodnioeuropejskie i wschodnioniemieckie, wyd. Wydawnictwo Naukowe PWN, Warszawa 1999.